# Provincias de Etiopía
Las provincias de Etiopía fueron la división territorial que estuvo vigente en dicho país africano entre 1942 y 1995. Durante este período, el país estaba dividido en 14 provincias, las cuales se subdividían en distritos o awrajjas. Este sistema fue reemplazado en 1995, luego de la aprobación de una nueva constitución, por un sistema de regiones étnicamente diferenciadas y denominadas oficialmente kililoch, más dos ciudades con estatus especial. Eritrea fue una provincia de Etiopía hasta su independencia en 1993.

## Imperio de Etiopía (pre-1936)
Con anterioridad a 1936, cuando ocurrió la ocupación italiana, se hace referencia en Etiopía a otros territorios con el nombre de provincias, algunos de los cuales corresponden a antiguos reinos, tales como:
| - Agame - Agawmeder - Amhara - Dawaro - Dembiya - Fatagar | - Hadiya - Ifat - Lasta - Menz - Kuara - Semien | - Tembien - Tselemt - Tsegede - Wag - Wegera |

## África Oriental Italiana (1936-1941)
En los años de la ocupación italiana se creó la colonia del África Oriental Italiana al unir los territorios de Etiopía, la Eritrea italiana y la Somalilandia italiana. Esta colonia fue subdividida en seis provincias, las cuales recibían el nombre de Governo (Gobierno):
- Gobierno de Amara: capital Gondar.
- Gobierno de Eritrea: capital Asmara.
- Gobierno de Harar: capital Harar.
- Gobierno de Gala y Sidama: capital Jima.
- Gobierno de Shewa: capital Adís Abeba.
- Gobierno de Somalía: capital Mogadiscio.

## Imperio, Federación y República de Etiopía (1941-1987)
Tras la liberación del país de parte de los británicos en la Segunda Guerra Mundial, Etiopía fue dividida en 12 provincias (taklai ghizat) por el Decreto del Gobierno Imperial Etíope n.º 1 de 1942 y enmiendas posteriores. 
Bale se creó como una decimotercera provincia cuando se separó de Hararge en 1960. Eritrea fue anexada por Etiopía en 1962 y se creó con ella una 14.ª provincia.
Cuando el Derg tomó el poder del país en 1974, renombraron a las provincias como regiones (kifle hager). Para 1981 Adís Abeba se había convertido en una división administrativa separada de Shewa, al igual que Asab que fue separada de Eritrea, totalizando 16 divisiones administrativas. Con la excepción de Arsi (cuyo nombre proviene del subgrupo Arsi Oromo, y que inicialmente incluía la mayoría del área de Gurage, más tarde vinculada a la provincia de Shewa), todas las provincias fueron creadas deliberadamente para incluir múltiples "tribus" (o etnias) para facilitar mejor la cohesión nacional.
Las provincias en este periodo fueron:
| - Arsi - Bale - Begemder - Eritrea - Gamu-Gofa - Gojjam - Hararge | - Illubabor - Kaffa - Shewa - Sidamo - Tigray - Welega - Wolo |

## República Democrática Popular de Etiopía (1987-1995)
En 1987, la constitución de ese año convirtió al Derg en el gobierno civil de la República Democrática Popular de Etiopía. El capítulo 8 de la misma determinó que el país se subdividiría en "regiones autónomas" y "regiones administrativas", en tanto el capítulo 9 le dio al Shengo Nacional (la legislatura) el poder de establecer las regiones. El Shengo estableció las regiones en la Proclamación n.º 14 del 18 de septiembre de 1987. En total eran treinta regiones, que constaban de cinco regiones autónomas, y veinticinco regiones administrativas.
Regiones administrativas:
| - Adís Abeba - Arsi - Asosa - Bale - Borana | - Gambela - Gojjam Oriental - Gojjam Occidental - Gondar del Norte - Gondar del Sur | - Hararge Oriental - Hararge Occidental - Illubabor - Kaffa - Metekel | - Omo del Norte - Omo del Sur - Shewa del Norte - Shewa del Sur - Shewa Oriental | - Shewa Occidental - Sidamo - Wolo del Norte - Wolo del Sur - Welega |

Regiones autónomas:
- Asab
- Dire Dawa
- Eritrea (solo hasta 1993)
- Ogadén
- Tigray